# 三須亜希子
三須 亜希子（みす あきこ、1975年11月13日 - ）は、株式会社ビッグベン所属のフリーアナウンサー。

## 経歴
広島県生まれ、茨城県鹿嶋市育ち。日本大学農獣医学部農業工学科卒業。
人材派遣会社で勤務後にNHKさいたま放送局契約キャスターを経て、シー・フォルダに所属。
2012年4月に株式会社ビッグベンに移籍。仕事をしながら筑波大学大学院人間総合科学研究科に在学した。

## エピソード
- プロフィールの趣味欄には納豆料理、納豆の研究、目標には「一日一納豆」と記載するほどの納豆好きである。

## 現在の担当番組
- Jリーグ中継（スカイパーフェクTV）ピッチリポーター。主に柏レイソルを担当。
  - J-LEAGUE WIDE（TBSチャンネル、2012年シーズンから）ピッチリポーター

## メディア出演

### テレビ・ラジオ出演
- ベストオブクラシック （NHK-FM）パーソナリティ
- サンセットパーク （NHK-FM）パーソナリティ
- 朝まるJUST （千葉テレビ）キャスター （2005年4月 - 9月の月、火、水曜日）
- 首都圏ネットワーク （NHKさいたま放送局）キャスター
- こんにちはいっと6けん （NHKさいたま放送局）キャスター
- ウィークエンドカフェ （NHKさいたま放送局） フットボールインフォメーションのみの担当（2005年4月 - 2006年3月の金曜日）
- ラジオビタミン（NHKラジオ第1放送）リポーター
- アインシュタインの眼 （NHKBSプレミアム） アシスタントキャスター

### 書籍
- かわいい御朱印めぐり -山と渓谷社 (2012) ISBN 4635241130

### CM
- サンスター インフォマーシャル（2011-）